# حسن المحرمی
حسن المحرمی (انگلیسی: Hassan Al-Moharrami؛ زادهٔ ۶ ژوئن ۱۹۹۶) بازیکن فوتبال اهل امارات متحده عربی است.